# Меліта Норвуд
Меліта Норвуд (англ. Melita Norwood, при народженні Сірніс (англ. Sirnis); 25 травня 1912, Покесдаун — 2 червня 2005, Лондон), більш відома, як агент радянської розвідки, котра протягом 40 років передавала СРСР секретні документи, у тому числі про розробку ядерної зброї. 
Була виявлена колишнім радянським офіцером-розвідником Василем Мітрохіним. 

## Біографія
Дочка емігранта з Латвії.
З 1932 року працювала секретаркою в Британській асоціації дослідів в галузі кольорових металів.
(British Non-Ferrous Metals Research Association),пов'язаною з ядерними дослідженнями. У 24 роки вступила до Комуністичної партії Великої Британії.
У 1935 році нею зацікавилось НКВС за рекомендацією Ендрю Ротштейна, з 1937 року співпрацювала з радянською розвідкою. 
Займалась передачею розвідданних та вербуванням. В її особистій справі вказувалось, що вона  "дисциплінована та надійна агентка, що робить все від неї можливе, для допомоги радянській розвідці". Вона була найціннішим агентом КДБ у Великій Британії. 
Вперше її запідозрили у Мі-5 у 1945 році, до 1965 року спецслужби Великої Британії  були переконані у тому, що вона агентка КДБ, але вони не мали доказів до 1992 року, коли у Велику Британію втік Василь Мітрохін. 
Згідно з даними газети «Independent», Норвуд з 1937 до 1971 рік передавала інформацію СРСР, вона працювала секретаркою Голови Британської асоціації дослідників кольорових металів, що працювала над ядерними технологіями.
У 1958 році КДБ встановила їй пожиттєву пенсію у розмірі 20 фунтів щомісяця. На пенсії з 1979 року. Останні роки життя мешкала в передмісті Бекслихіт. 
Кавелер ордену Трудового Червоного Прапора (1958).
З 1935 року була одружена з Гіларі Норвудом. Він мав дочку. 
У 2018 році була екранізована британська біографічна стрічка про агента радянської розвідки у Великій Британії, яка тривалий час доставляла важливу інформацію Радянському Союзу-Код "Червоний"